# Ladi-Joseph Pauly
Ladi-Joseph Pauly (* 20. Februar 1892 in Wollstein; † nach 1938) war ein deutscher paramilitärischer Aktivist und SA-Führer, zuletzt Oberführer.

## Leben
In seiner Jugend besuchte Pauly die Volksschule und ein Realgymnasium.
Von 1914 bis 1918 nahm Pauly mit dem Füsilier-Regiment 37 am Ersten Weltkrieg teil. Während des Krieges wurde er fast ununterbrochen an der Westfront eingesetzt, wo er unter anderem vor Verdun, an der Somme und im Argonnenwald kämpfte. Lediglich 1916 stand er kurzzeitig mit seiner Formation im Osten bei Baranowitschi. Bis 1918 wurde er als Zugführer, Stosstruppführer, SMG-Zugführer und Kompanieführer verwendet. In der letzten Kriegsphase gehörte er schließlich als Fliegeroffizier der Fliegerabteilung 4 an. Im Kriege wurde Pauly mit dem Eisernen Kreuz beider Klassen ausgezeichnet.
Im Anschluss an die deutsche Kriegsniederlage und den Ausbruch von deutsch-polnischen Grenzkonflikten geriet Pauly im Dezember 1918 mit anderen Angehörigen seiner in Posen stehenden Fliegerabteilung in polnische Gefangenschaft, nachdem sie versucht hatten die Übernahme der Fliegerschule Elsenmühle durch polnische Einheiten gewaltsam zu verhindern. Aus der Gefangenschaft konnte er schließlich fliehen und über Wronke in das Gebiet des Deutschen Reiches zurückkehren.
Nachdem Pauly sich im Juni 1919 aus dem Grenzschutz zurückzog verdiente er seinen Lebensunterhalt als Werbefachmann. Später unterhielt er eine Reihe von Buchmacherbüros in Berlin.
Politisch engagierte Pauly sich weiterhin in Kreisen der extremen politischen Rechten. Zum 1. April 1931 trat Pauly der NSDAP bei (Mitgliedsnummer 525.177). Bald danach begann er sich auch aktiv in der SA zu betätigen. Nachdem Pauly sich im April 1931 an der Niederschlagung der Stennes-Revolte beteiligt hatte, wurde er offiziell mit Eintrittsdatum vom 15. Mai 1931 Mitglied der SA. Von der neuen Berliner SA-Führung erhielt er nach den Stennes-Ereignissen den Auftrag, die Reserve für die SA-Standarte 2 aufzustellen. Anschließend war er eine Zeit lang Sturmbannführer der Standarte 2, um dann eine Weile im Stab der Standarte zu arbeiten.
Am 30. Januar 1933 wurde Pauly zum Stabsführer der von Ernst Pretzel geführten SA-Untergruppe Berlin-West ernannt. Als Pretzel wenige Wochen später aufgrund einer Auseinandersetzung mit dem neuen Führer der SA-Gruppe Berlin-Brandenburg Karl Ernst als Führer der Untergruppe West abgesetzt wurde, wurde Pauly als Protegé von Ernst an Pretzels Stelle mit Wirkung vom 22. April 1933 mit der Führung der Untergruppe West beauftragt. Er war damit – neben dem Führer der Berliner SA-Gruppe und den Führern der anderen drei Untergruppen – einer der fünf höchsten SA-Führer in Berlin. Nach der Reorganisation der Berliner SA im Sommer 1933 wurde Pauly im September 1933 zum Führer der als Nachfolgeformation der Untergruppe Berlin-West aufgestellten Brigade 30 ernannt. Die Führung dieser Einheit behielt er bis zur Röhm-Affäre vom Sommer 1934 bei. 
Ebenfalls 1933 wurde Pauly Bezirksverordneter in Berlin-Schöneberg.
Nachdem Pauly im Juli 1934 auf Veranlassung des kommissarischen Führers der Berliner SA Walther Wecke beurlaubt worden war, leitete ein SA-Sondergericht ein Untersuchungsverfahren gegen ihn ein. Ihm wurden dabei die Protegierung durch Ernst sowie die Veruntreuung von finanziellen Mitteln seiner Brigade und die Duldung bzw. Deckung von verschiedenen gewaltsamen Ausschreitungen von SA-Mitgliedern unter seinem Kommando zum Vorwurf gemacht. Die Untersuchung endete mit dem Antrag der SA-Gruppe Berlin-Brandenburg an die Oberste SA-Führung, Pauly aus der SA zu entlassen. Diese einigte sich zum Jahresende 1934 mit Pauly darauf, ihn zur Wahrung seines Ansehens zunächst pro forma z.V. der Gruppe Berlin-Brandenburg zu stellen und dann nach einer Übergangszeit aus der SA auszuscheiden.

## Beförderungen
- 1. Juni 1931: SA-Truppführer
- 15. August 1931: SA-Sturmbannführer
- 10. Januar 1933: SA-Standartenführer (gemäß „Führerbefehl“ 12)
- 6. August 1933: SA-Oberführer (gemäß „Führerbefehl“ Nr. 17)

## Archivalien
Im Bundesarchiv haben sich diverse Personalunterlagen zu Pauly erhalten: Namentlich befinden sich im Bestand des ehemaligen Berlin Document Center eine SA-Personalakte (SA-Mikrofilm 93-Bm Bilder 1515-1521) und eine SA-Gerichtsakte (SA-P-Mikrofilm D 202).